# Исполнительный комитет СНГ
Исполни́тельный комите́т Содру́жества Незави́симых Госуда́рств — единственный постоянно действующий исполнительный, административный и координирующий орган Содружества Независимых Государств.
Является органом, обеспечивающим организацию работы Совета глав государств, Совета глав правительств, Совета министров иностранных дел, Экономического совета и других уставных и отраслевых органов Содружества.

## История
Исполнительный комитет СНГ - правопреемник множества межгосударственных органов СНГ, существовавших в период с 1992 по 2000 годы.

### Рабочая группа Совета глав государств и Совета глав правительств СНГ
Идея о создании первого прообраза современного координирующего органа СНГ возникла еще 30 декабря 1991 года, на совещании глав государств. Проработка вопроса о создании была поручена министрам иностранных дел государств – участников СНГ. 16 января 1992 года, на очередной рабочей встрече глав государств в Москве было утверждено Временное положение о Рабочей группе для организационно-технической подготовки и проведения заседаний Совета глав государств и Совета глав правительств Содружества Независимых Государств.
Согласно принятому документу, в функции рабочей группы входили рассылка предварительной повестки дня предстоящих заседаний советов глав государств и глав правительств, поступивших предложений о включении в повестку дня дополнительных вопросов, проектов документов, вносимых на рассмотрение советов; подготовка проектов предварительной повестки дня следующих заседаний советов; содействие обмену между государствами СНГ информацией по вопросам, входящим в сферу их общих интересов; осуществление финансово-хозяйственных функций, связанных с арендой помещений и обеспечением проведений заседаний и прочие функции.
Координатором рабочей группы был назначен Иван Коротченя, а местом пребывания штаб-квартиры выбран Минск.

### Координационно-консультативный комитет СНГ
22 января 1993 года главами государств – участников СНГ был подписан Устав СНГ, 28-29 пункты которого предусматривали создание Координационно – консультативного комитета (ККК), постоянного исполнительного и координирующего органа Содружества. Комитет состоял из представителей государств – участников содружества и Исполнительного секретаря СНГ.
Фактически, с принятием отдельных положений, комитет был разделен на два органа: Исполнительный секретариат и Межгосударственный экономический комитет

### Исполнительный секретариат СНГ
14 мая 1993 года, на базе рабочей группы был образован Исполнительный секретариат СНГ. К унаследованным от рабочей группы функциям добавилась новая - депозитарное хранение документов, принятых в рамках СНГ, которая ранее была у правительства Республики Беларусь. Вместе с тем, несмотря на слово «исполнительный» в названии, секретариат не был наделен необходимыми полномочиями для организации исполнения решений в рамках Содружества.
Вместе с образованием секретариата была утверждена новая должность его руководителя - Исполнительный секретарь СНГ.

### Межгосударственный экономический Комитет Экономического союза
Постояннодействующий орган Экономического союза, созданный 21 октября 1994 года соглашением совета глав государств СНГ (кроме Туркменистана). МЭК был призван координировать деятельность, осуществляемую на основе решений экономического союза. В отличие от секретариата, МЭК имел исполнительные, контрольные и распорядительные функции в пределах полномочий, делегированных ему сторонами договора о создании экономического союза.
Комитет состоял из президиума, куда входили заместители глав правительств экономического совета, коллегии и рабочего аппарата. Местом нахождения комитета была определена Москва.
Возглавлял комитет Председатель Координационно-консультативного комитета СНГ, избирающийся из числа заместителей глав правительств, входящих в состав президиума. Срок полномочий ограничивался 6 месяцами.

### Исполнительный комитет СНГ
В 1998 году, в рамках дискуссий о совершенствовании деятельности СНГ и реформирования его структуры, Республикой Казахстан и Республикой Узбекистан были выдвинуты предложения о реорганизации исполнительных органов содружества.
По итогам дискуссий, 2 апреля 1999 года советом глав государств принято решение о реорганизации Исполнительного секретариата СНГ, аппарата Межгосударственного экономического Комитета, рабочих аппаратов ряда межгосударственных и межправительственных отраслевых органов[каких?] в единый орган — Исполнительный комитет Содружества Независимых Государств. Местом пребывания объединённого органа остался Минск.
Спустя год, 20 июня 2000 года советом глав правительств было принято решение об открытии отделения исполнительного комитета в Москве. Отделение размещается на Софийской набережной в здании Кокоревского подворья.

## Функции и полномочия
Согласно положению об Исполнительном комитете СНГ, основными функциями комитета являются:
- рассмотрение поступивших от государств-участников и органов Содружества материалов по повестке дня заседаний высших советов и других органов, подготовка по ним соответствующих предложений;
- формирование проектов повестки дня заседаний высших советов;
- анализ хода реализации решений и договоров и информирование об их исполнении;
- разработка проекта единого бюджета органов СНГ и осуществление последующего контроля за исполнением бюджета.

## Руководители
- Иван Михайлович Коротченя - Координатор рабочей группы (30 декабря 1991 — 14 мая 1993), Исполнительный секретарь СНГ (14 мая 1993 — 19 апреля 1998)
- Борис Абрамович Березовский - Исполнительный секретарь СНГ (19 апреля 1998 — 4 марта 1999)
- Юрий Фёдорович Яров - Председатель Исполнительного комитета - Исполнительный секретарь СНГ (2 апреля 1999 — 14 июня 2004)
- Владимир Борисович Рушайло - Председатель Исполнительного комитета - Исполнительный секретарь СНГ (14 июня 2004 — 5 октября 2007)[13]
- Сергей Николаевич Лебедев - Председатель Исполнительного комитета - Исполнительный секретарь СНГ (5 октября 2007 — 31 декабря 2022)[14], Генеральный секретарь СНГ (с 1 января 2023)[15]